# 伊達村好
伊達 村好（だて むらよし）は、江戸時代中期の仙台藩一門第二席・亘理伊達家第9代当主。

## 生涯
宝暦5年（1755年）、亘理伊達家第7代当主・伊達村実の次男として生まれる。幼名は英之介。
明和4年（1767年）2月、亘理伊達家第8代当主の兄村純が隠居し、嫡子兵力がまだ幼いため、中継養子として家督を相続し亘理邑主となる。同年3月、藩主伊達重村の加冠により仙台城で元服し、偏諱を受けて村好と名乗る。
安永2年（1773年）、藩政混乱を招いた「葛西川島事件」が起こり、同年閏3月、騒動の裁決を藩主重村に任された叔父伊達村良により、騒動の首謀者の奉行（家老）川島行信、若老葛西清胤等が知行召上、一門の村好も隠居を命じられた。養子の兵力（村氏）に家督を譲り、世雲と号した。正室はおらず、19歳で隠居した後に、侍女だった西屋徳兵衛（商人）の娘を側室とする。安永5年（1777年）次男広三郎（資氏）が誕生するなど、四男二女を儲けた。
寛政7年（1795年）7月12日、死去。享年41。

## 子孫
実子資氏は準一家福原家を相続した。文化10年（1813年）奉行（家老）となる。大條道英に嫁いだ長女榮(艶)の産んだ道冾は、サンドウィッチマン伊達みきおの高祖父道徳の父。NHK（『ファミリーヒストリー』）